# Aleuroplatus sinepecten
Aleuroplatus sinepecten là một loài côn trùng cánh nửa trong họ Aleyrodidae, phân họ Aleyrodinae.
Aleuroplatus sinepecten được Singh miêu tả khoa học đầu tiên năm 1945.